# هان جاي-وونغ
هان جاي-وونغ (هانغل: 한재웅) هو لاعب كرة قدم كوري جنوبي في مركز الدفاع، ولد في 29 سبتمبر 1984 في إنتشون في كوريا الجنوبية. شارك مع منتخب كوريا الجنوبية تحت 20 سنة لكرة القدم. أما مع النوادي، فقد لعب مع أولسان هيونداي وإنتشون يونايتد ونادي إيسترن سبورتس ونادي بوريرام يونايتد ونادي بوسان أي بارك ونادي دايجو.

## وصلات خارجية
- هان جاي-وونغ على موقع الاتحاد الدولي (مؤرشف)  (الإنجليزية)
- هان جاي-وونغ على موقع دوري كوريا الجنوبية (الإنجليزية)